# Coșoveni
Coșoveni – wieś w Rumunii, w okręgu Dolj, w gminie Coșoveni. W 2011 roku liczyła 3237 mieszkańców.